# Альморокс
Альморокс (ісп. Almorox) — муніципалітет в Іспанії, у складі автономної спільноти Кастилія-Ла-Манча, у провінції Толедо. Населення — 2458 осіб (2010).
Муніципалітет розташований на відстані близько 60 км на захід від Мадрида, 50 км на північний захід від Толедо.
На території муніципалітету розташовані такі населені пункти: (дані про населення за 2010 рік)
- Альморокс: 2304 особи
- Парке-Ромільйо: 37 осіб
- Ель-Пінар: 96 осіб
- Валькаррільйо-Кампусано: 21 особа

## Демографія
Динаміка населення (INE ):

## Галерея зображень

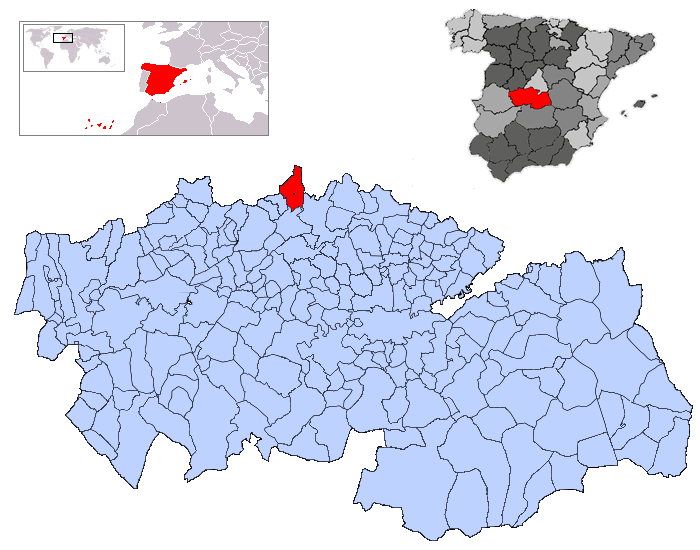
Розташування муніципалітету у провінції Толедо
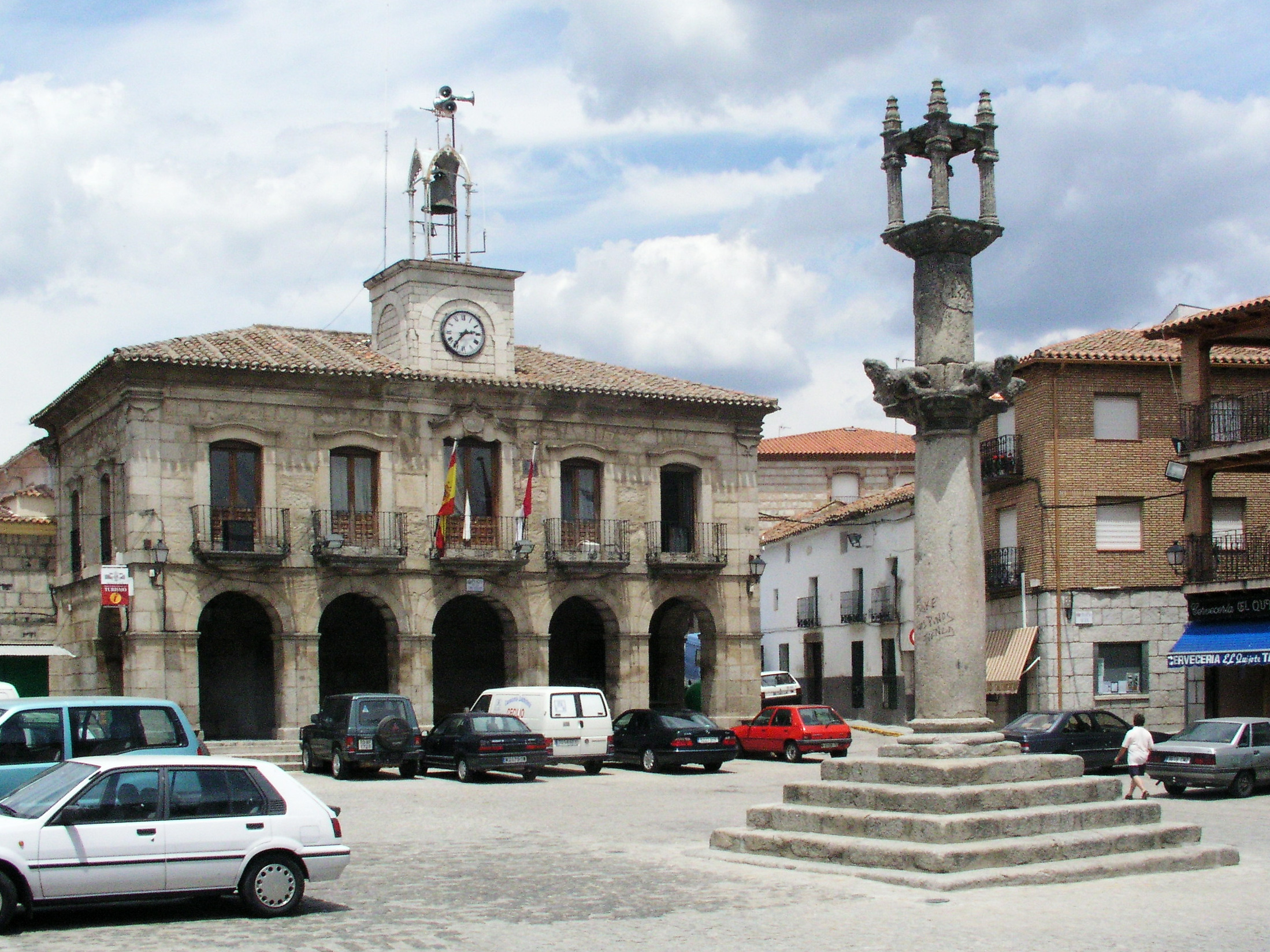
Муніципальна рада